# آبهای دئول
آبهای دئول (انگلیسی: Abhay Deol؛ زادهٔ) هنرپیشه اهل کشور هند است.
از فیلم‌هایی که وی در آن نقش داشته‌است می‌توان به عشاق اشاره کرد.

## فیلم‌شناسی
فهرست برخی از فیلم‌هایی که آبهای دئول در آنها به ایفای نقش پرداخته‌است:
- عشاق
- زندگی روز به روزه
- هپی خواهد گریخت
- شانگهای
- دو.دی
- دوست‌داشتنی
- عایشا
- ای خوش‌شانس! ای خوشبختی!
- سفر ماه عسل با پی‌وی‌تی.ال‌تی‌دی
- جاده
- فکر نکرده بود
- دام